# Drypta
Drypta is een geslacht van kevers uit de familie van de loopkevers (Carabidae). De wetenschappelijke naam van het geslacht is voor het eerst geldig gepubliceerd in 1796 door Latreille.

## Soorten
Het geslacht Drypta omvat de volgende soorten:
- Drypta aeneipennis Bates, 1889
- Drypta aeneipes Wiedemann, 1823
- Drypta aetheria Andrewes, 1936
- Drypta allardi Chaudoir, 1877
- Drypta alluaudi (Jeannel, 1949)
- Drypta amabilis Chaudoir, 1852
- Drypta apicipalpis Fairmaire, 1899
- Drypta argillacea Andrewes, 1924
- Drypta australis Dejean, 1825
- Drypta brevis Peringuey, 1896
- Drypta caelestis Alluaud, 1935
- Drypta camerunica Basilewsky, 1960
- Drypta clarkei Basilewsky, 1984
- Drypta connecta Chaudoir, 1877
- Drypta crassiuscula Chaudoir, 1861
- Drypta cupripennis (Jeannel, 1949)
- Drypta cyanea Castelnau, 1835
- Drypta cyanella Chaudoir, 1843
- Drypta cyanicollis Fairmaire, 1897
- Drypta cyanopus Andrewes, 1936
- Drypta dealata Burgeon, 1937
- Drypta dentata (P.Rossi, 1790)
- Drypta dilutipes Motschulsky, 1864
- Drypta distincta (P.Rossi, 1792)
- Drypta feae Gestro, 1875
- Drypta flavipes Wiedemann, 1823
- Drypta formosana Bates, 1873
- Drypta fulveola Bates, 1883
- Drypta fumata Fairmaire, 1899
- Drypta fumigata Putzeys, 1875
- Drypta iris Castelnau, 1840
- Drypta japonica Bates, 1873
- Drypta lineola W.S.MacLeay, 1825
- Drypta lugens Schmidt-Goebel, 1846
- Drypta mandibularis Castelnau, 1834
- Drypta mastersii W.S.MacLeay, 1871
- Drypta melanarthra Chaudoir, 1861
- Drypta microphthalma (Jeannel, 1949)
- Drypta minuta Basilewsky, 1960
- Drypta mira Alluaud, 1935
- Drypta montisgallorum (Jeannel, 1949)
- Drypta mordorata Basilewsky, 1953
- Drypta mouhoti Chaudoir, 1872
- Drypta neglecta Basilewsky, 1960
- Drypta nigricornis Basilewsky, 1960
- Drypta obscura Schmidt-Goebel, 1846
- Drypta papua Darlington, 1968
- Drypta parumpunctata Chaudoir, 1861
- Drypta perrieri Fairmaire, 1897
- Drypta posticespinosa (Basilewsky, 1960)
- Drypta purpurascens (Jeannel, 1949)
- Drypta pyriformis Quedenfeldt, 1883
- Drypta quadrispina Fairmaire, 1897
- Drypta ruficollis Dejean, 1831
- Drypta schoutedeni Basilewsky, 1949
- Drypta semenovi Jedlicka, 1963
- Drypta setigera Gerstaecker, 1867
- Drypta seyrigi (Jeannel, 1949)
- Drypta siderea Bates, 1892
- Drypta sulcicollis Putzeys, 1875
- Drypta tetroxys (Jeannel, 1949)
- Drypta thoracica Boheman, 1848
- Drypta tristis Schmidt-Goebel, 1846
- Drypta tuberculata Andrewes, 1924
- Drypta ussuriensis Jedlicka, 1963
- Drypta viridicollis (Jeannel, 1949)
- Drypta waterhousei Oberthur, 1881